# Jannie Faurschou
Jannie Faurschou, née le 10 juin 1950 à Copenhague, est une actrice danoise.

## Biographie
Jannie Faurschou se fait remarquer en 1974 lorsqu'elle joue le rôle principal du court-métrage Hvor er Ulla Katrine?. Grâce à cela, elle fait une entrée dans le monde cinématographique et télévisuel danois, jouant dans des séries ou films. 
À partir de 1995, elle joue le rôle du personnage de Helene dans la série Hjem til fem qui dure quatre ans avant de ne plus beaucoup jouer au début des années 2000.
En 2010, elle revient dans une série télévisée en jouant le rôle de Yvonne Kjær dans la série Borgen, une femme au pouvoir.

## Filmographie partielle

### Au cinéma
- 1978 : Vinterbørn d'Astrid Henning-Jensen
- 1990 : Springflod d'Eddie Thomas Petersen
- 2002 : Minor Mishaps (Små ulykker) d'Annette K. Olesen